# Будинок-музей Ніколоза Бараташвілі
Будинок-музей Ніколоза Бараташвілі (груз. ნიკოლოზ ბარათაშვილის სახლ-მუზეუმი) — заклад культури в місті Тбілісі (вул. Чахрухадзе, 17).
Будинок-музей веде активну роботу — проводяться вечори музики та поезії, виставки, презентації книг, проходять культурні зустрічі в рамках програми «Діалог культур», проводиться літературний конкурс «Мала проза».

## Експозиція
Експозиція музею присвячена життю й творчості видатного грузинського поета-романтика Ніколоза Бараташвілі (1817—1845), який дуже рано помер. У фондах музею понад 2 000 експонатів (особисті речі, фотоматеріали, живописні та графічні роботи, рукописи, старовинні меблі та інше)
При створенні музею була зроблена спроба відтворити обстановку, що оточувала Бараташвілі. При виборі стилю оформлення музейних залів зразком використовувався салон Катерини Чавчавадзе, якій присвятив свою творчість видатний грузинський поет, що був нерозділено в неї закоханий.

## Історія
Відкрито музей 31 жовтня 1982 року за активної участі класика грузинської літератури Нодара Думбадзе.
Вважається, що історичний особняк останньої чверті XIX століття, в якому відкрито музей, зберіг в собі елементи будинку, в якому жив Бараташвілі.
Організація Об'єднаних Націй з питань освіти, науки і культури (ЮНЕСКО) включила 200-річчя Ніколоза Бараташвілі до списку культурних подій міжнародного значення 2017 року. У тому ж році Союз музеїв Тбілісі провів урочисте відкриття Меморіального будинку-музею Ніколоза Бараташвілі у зв'язку з його 200-річчям Ніколоза Бараташвілі.